# Transtorno do déficit de atenção e hiperatividade
Perturbação de hiperatividade com défice de atenção (PHDA) (português europeu) ou Transtorno do Déficit de Atenção / Hiperatividade (TDAH) (português brasileiro) é um transtorno neurobiológico ligado ao neurodesenvolvimento caracterizado pela desatenção, hiperatividade, desregulação emocional e a impulsividade em graus inconsistentes com o nível de desenvolvimento do indivíduo. Os critérios de diagnóstico requerem que os sintomas se comecem a manifestar antes dos doze anos de idade, que estejam presentes durante mais de seis meses e que causem problemas em pelo menos dois cenários diferentes, como na escola e em casa, por exemplo. Em crianças, a desatenção é muitas vezes a causa de maus resultados escolares. Embora cause dificuldades, sobretudo na sociedade contemporânea, muitas crianças com PHDA conseguem se concentrar em tarefas que consideram interessantes.
Apesar de ser o transtorno neuropsiquiátrico mais estudado e diagnosticado em crianças e adolescentes, na maioria dos casos desconhece-se a causa exata. Quando diagnosticada pelos critérios DSM-IV, a doença afeta entre 5 e 7% das crianças. Quando diagnosticada pelos critérios da CID-10 afeta entre 1 e 2%. Estima-se que em 2015 afetasse cerca de 5,1 milhões de pessoas. A prevalência é muito semelhante entre países. As aparentes diferenças de valores são resultado de diferentes critérios de diagnóstico usados em cada país. O diagnóstico de PHDA é cerca de três vezes mais comum em rapazes do que em raparigas, embora a perturbação seja muitas vezes negligenciada em raparigas devido ao facto dos sintomas serem diferentes. Entre 30 e 50% das pessoas diagnosticadas com a condição em criança continuam a manifestar sintomas em idade adulta e entre 2 e 5% de todos os adutos têm a condição. É difícil distinguir a PHDA de outras perturbações e de níveis de atividade elevados, mas ainda assim consistentes com a idade.
As recomendações de tratamento para a PHDA são diferentes de país para país, embora na generalidade dos casos esteja recomendada uma combinação de psicoterapia, alterações no estilo de vida e medicação. As recomendações britânicas recomendam usar medicação como tratamento de primeira linha apenas em crianças com sintomas graves ou em adultos e que em crianças com sintomas moderados só seja considerada medicação nos casos em que não haja melhorias com aconselhamento. Por outro lado, as recomendações canadianas e norte-americanas recomendam que medicação e terapia comportamental sejam usados em conjunto como tratamento de primeira linha, exceto nas crianças em idade pré-escolar. Nenhuma das diretrizes recomenda a prescrição de medicamentos estimulantes como tratamento de primeira linha em crianças em idade pré-escolar.
O tratamento com estimulantes é eficaz por, pelo menos, 14 meses, havendo menos consenso quanto à eficácia a partir daí. Tal fato se deve, em parte, ao possível declínio relacionado à idade nos sintomas de TDAH; um outro fator é a menor quantidade de estudos de acompanhamento por períodos maiores que 24 meses. Também é conjecturado que os efeitos (benéficos) de longo prazo das medicações estimulantes, em termos de neuroplasticidade — em particular no córtex cingulado anterior, núcleo caudado e núcleos da base — acabem tornando o efeito da medicação menos prominente com o passar do tempo, e por consequência, o seu uso menos necessário
Tanto adolescentes como adultos com a condição tendem a desenvolver mecanismos de enfrentamento que podem compensar todas ou algumas das suas dificuldades.
A descrição de sintomas semelhantes à PHDA na literatura médica remonta ao século XIX. Desde a década de 1970 que a classificação, diagnóstico e tratamento da PHDA tem sido foco de controvérsias entre profissionais de saúde, professores, legisladores, pais e a comunicação social. As questões mais debatidas dizem respeito às causas de PHDA e ao tratamento com recurso a estimulantes. A maioria dos prestadores de cuidados de saúde considera a PHDA uma perturbação legítima em crianças e adultos. O debate entre a comunidade científica foca-se nos critérios de diagnóstico e tratamento. Entre 1980 e 1997 a condição era denominada "perturbação por défice de atenção" e, antes disso, por "reação hipercinética infantil".

## Características
O transtorno se caracteriza por frequente comportamento de desatenção, inquietude e impulsividade, em pelo menos dois contextos diferentes (casa, escola, trabalho, etc). O Manual Diagnóstico e Estatístico de Transtornos Mentais da Associação Americana de Psiquiatria (DSM IV) subdivide o TDAH em três tipos:
- TDAH com predomínio de sintomas de desatenção;
- TDAH com predomínio de sintomas de hiperatividade/impulsividade e;
- TDAH combinado.

| Manifestações                | Sintomas segundo o DSM-5 e o DSM-5-TR | Sintomas segundo a CID-11 |
| ---------------------------- | --- | --- |
| Desatenção                   | Seis ou mais dos seguintes sintomas em crianças, e cinco ou mais em adultos, excluindo situações em que esses sintomas sejam melhor explicados por outra condição psiquiátrica ou médica: - Frequentemente ignora detalhes ou comete erros por descuido - Frequentemente tem dificuldade para manter o foco em uma tarefa ou atividade de lazer - Frequentemente parece não estar ouvindo quando lhe falam, mesmo na ausência de distrações evidentes - Frequentemente não termina de seguir instruções, não concluindo tarefas - Frequentemente tem dificuldades para organizar tarefas e atividades, cumprir prazos e manter os pertences em ordem - Frequentemente mostra relutância em se envolver em tarefas que exigem atenção prolongada - Frequentemente perde itens necessários para tarefas e atividades - Frequentemente se distrai com estímulos irrelevantes, incluindo pensamentos (em adultos e adolescentes mais velhos) - Frequentemente esquece atividades diárias ou se mostra esquecido durante a realização delas. | Vários sintomas de desatenção que impactam negativamente o funcionamento ocupacional, acadêmico ou social. Os sintomas podem não estar presentes quando a pessoa está envolvida em tarefas altamente estimulantes com recompensas frequentes. Os sintomas geralmente se agrupam da seguinte forma: - Dificuldade para manter o foco em tarefas que não são altamente estimulantes/recompensadoras ou que exigem esforço contínuo; detalhes frequentemente são ignorados e erros por descuido são frequentes em tarefas escolares ou de trabalho; tarefas são frequentemente abandonadas de forma abrupta em favor de outra, antes de serem concluídas. - Facilidade de se distrair (inclusive com os próprios pensamentos); pode não ouvir quando lhe falam; frequentemente parece estar absorto em pensamentos - Frequentemente perde coisas; é esquecido e desorganizado nas atividades diárias. O indivíduo também pode preencher os critérios para hiperatividade-impulsividade, mas os sintomas de desatenção são predominantes. |
| Hiperatividade-Impulsividade | Seis ou mais dos seguintes sintomas em crianças, e cinco ou mais em adultos, excluindo situações em que esses sintomas sejam melhor explicados por outra condição psiquiátrica ou médica: - Frequentemente se remexe ou se contorce na cadeira - Frequentemente tem dificuldade para permanecer sentado durante refeições, aulas, reuniões etc. - Frequentemente corre ou escala em situações inadequadas. Em adultos e adolescentes, isso pode se manifestar apenas como inquietação - Frequentemente não consegue se envolver silenciosamente em atividades de lazer ou brincadeiras - Frequentemente parece estar “a mil” ou se mostra desconfortável quando não está em movimento - Frequentemente fala em excesso - Frequentemente responde antes da pergunta terminar, ou completa as frases das outras pessoas - Frequentemente tem dificuldade para esperar sua vez, inclusive em filas - Frequentemente interrompe ou interfere, inclusive em conversas ou atividades alheias, ou usando objetos de outros sem pedir.          | Vários sintomas de hiperatividade/impulsividade que impactam negativamente o funcionamento ocupacional, acadêmico ou social. Tipicamente, esses sintomas são mais evidentes em ambientes estruturados ou que exigem autocontrole. Os sintomas geralmente se agrupam da seguinte forma: - Atividade motora excessiva; dificuldade para permanecer sentado, frequentemente sai do lugar; prefere correr de um lado para o outro; em crianças pequenas, remexe-se quando tenta permanecer sentada; em adolescentes e adultos, sensação de inquietação física ou desconforto com o silêncio e a imobilidade. - Fala demais; dificuldade para se envolver silenciosamente em atividades. - Responde ou comenta sem pensar; dificuldade para esperar sua vez em conversas, jogos ou atividades; interrompe ou se intromete em conversas ou jogos. - Falta de reflexão ou consideração das consequências ao tomar decisões ou agir, tendendo a agir de forma imediata (por exemplo, comportamentos fisicamente perigosos, como dirigir de forma imprudente; decisões impulsivas). O indivíduo também pode preencher os critérios para desatenção, mas os sintomas de hiperatividade-impulsividade são predominantes. |
| Combinado                    | Preenche os critérios tanto para TDAH do tipo desatento quanto para o tipo hiperativo-impulsivo. | Os critérios são preenchidos para TDAH tanto do tipo desatento quanto do tipo hiperativo-impulsivo, sem que um tipo seja claramente predominante. |

Na década de 1980, a partir de novas investigações, passou-se a ressaltar aspectos cognitivos na definição de síndrome, principalmente o déficit de atenção e a impulsividade ou falta de controle, considerando-se, além disso, que a atividade motora excessiva é resultado do alcance reduzido da atenção do indivíduo e da mudança contínua de objetivos e metas a que é submetido.
O transtorno é reconhecido pela OMS (Organização Mundial da Saúde), tendo inclusive em muitos países, lei de proteção, assistência e ajuda tanto aos portadores quanto aos seus familiares. Segundo a OMS e a Associação Psiquiátrica Americana, o TDAH é um transtorno psiquiátrico que tem como características básicas a desatenção, a agitação (hiperatividade) e a impulsividade, podendo levar a dificuldades emocionais, de relacionamento, bem como a baixo desempenho escolar e outros problemas de saúde mental. Embora o indivíduo tenha muitas vezes uma inteligência normal ou acima da média, o estado é caracterizado por problemas de aprendizado e comportamento. As pessoas que interagem regularmente com alguém com TDAH muitas vezes têm dificuldades para lidar e compreender a falta de atenção, impulsividade, instabilidade emocional, e todas as diferenças que existem entre o considerado comportamento normal e o de alguém com TDAH. Há especialistas que defendem o uso de medicamentos; outros acreditam que o indivíduo, sua família e seus professores devem aprender a lidar com o problema sem a utilização de medicamentos — através de psicoterapia e aconselhamento familiar, por exemplo[carece de fontes?]. Há, portanto, muita controvérsia sobre o assunto.
No contexto escolar, o TDAH é utilizado como uma justificativa para problemas como repetência de séries, atraso escolar, dificuldade de aprendizagem e foco. Essa justificativa na realidade só mascara uma dificuldade de apropriação do conteúdo científico por diversas razões, que não exclusivamente o transtorno. Dessa forma, o indivíduo tem atribuído a si uma condição de anormalidade, excluindo assim o social, numa tentativa de afirmar a patologia e acarretando numa necessidade de medicação.
O indivíduo com déficit de atenção muitas vezes se sente isolado e diferente dos colegas e amigos, mas não entende por que é tão diferente. Fica afetado com suas próprias dificuldades em realizar tarefas que alguém sem TDAH realiza sem problemas. Isto pode levar a outros problemas como a baixa autoestima, stress, isolamento, etc.
Independentemente do tipo de TDAH, a fase mais crítica apresenta-se na infância e adolescência, já que são os anos em que se forma de forma mais acentuada não só a personalidade, mas o trajeto profissional a seguir, e consequentemente o futuro do indivíduo.
O TDAH é acima de tudo um conjunto de características de comportamento que não se ajusta da melhor forma na sociedade atual, em que se espera tanto no período escolar, como já na fase adulta e consequente ambiente profissional, padrões de comportamento muitas vezes opostos aos de alguém com TDAH. Exemplos disso são o sistema de ensino e o típico trabalho de escritório, em que se espera longos períodos de atenção à tarefa designada, e longos períodos de inatividade física ao estar sentado na sala de aula ou no escritório respectivamente.

## Diagnóstico
O diagnóstico de TDAH é fundamentalmente clínico, realizado por profissional que conheça profundamente o assunto e que necessariamente descarte outras doenças e transtornos, para então indicar o melhor tratamento.
O termo hiperatividade tem sido popularizado e muitas crianças rotuladas erroneamente[carece de fontes?]. É preciso cuidado ao se caracterizar uma criança como portadora de TDAH. Somente um médico (preferencialmente psiquiatra), juntamente com psicólogo ou terapeuta ocupacional especializados, podem confirmar a suspeita de outros profissionais de áreas afins, como fonoaudiólogos, educadores ou psicopedagogos, que devem encaminhar a criança para o devido diagnóstico. Existem testes e questionários que auxiliam o diagnóstico clínico.
Hoje já se sabe que a área do cérebro envolvida nesse processo é a região orbital frontal (parte da frente do cérebro) responsável pela inibição do comportamento, pela atenção sustentada, pelo autocontrole e pelo planejamento do futuro[carece de fontes?]. Entretanto, é importante frisar que o cérebro deve ser visto como um órgão cujas partes se interligam. Portanto, o funcionamento inadequado de outras áreas conectadas à região frontal pode levar a sintomas semelhantes aos do TDAH.[carece de fontes?]
O TDAH, de acordo com alguns especialistas e autores, é  um transtorno mental crônico, que se apresenta já na Educação Infantil e evolui no decurso da vida da criança. Atualmente pode se considerar o motivo que mais encaminha crianças a Centros de Neurologia Pediátrica e Psicologia.
O TDAH é diagnosticado por meio de uma avaliação do desenvolvimento comportamental e mental do indivíduo, incluindo a exclusão dos efeitos de drogas, medicamentos e outros problemas médicos ou psiquiátricos como explicações para os sintomas. O diagnóstico de TDAH frequentemente leva em conta o feedback de pais e professores com a maioria dos diagnósticos iniciados após uma preocupação levantada por um professor. Embora existam muitas ferramentas para auxiliar no diagnóstico do TDAH, sua validade varia entre populações, e um diagnóstico confiável e válido requer confirmação por um clínico, complementado por escalas padronizadas de avaliação e informações de múltiplos informantes em diversos contextos.
O diagnóstico de TDAH tem sido criticado por ser subjetivo, pois não se baseia em um teste biológico. A Declaração de Consenso Internacional sobre o TDAH concluiu que tal crítica não procede, uma vez que o TDAH atende aos critérios padrão de validade para um transtorno mental estabelecidos por Robins e Guze, pois: 1) profissionais bem treinados, em variados contextos e culturas, concordam quanto à sua presença ou ausência utilizando critérios bem definidos e 2) o diagnóstico é útil para prever a) problemas adicionais que o paciente possa ter (por exemplo, dificuldades de aprendizagem na escola); b) desfechos futuros (por exemplo, risco de abuso de drogas); c) resposta ao tratamento (por exemplo, medicamentos e intervenções psicológicas); e d) características que indicam um conjunto consistente de causas para o transtorno (por exemplo, achados em genética ou imagem cerebral), além de associações profissionais terem endossado e publicado diretrizes para o diagnóstico do TDAH.
As escalas de avaliação mais utilizadas para diagnosticar o TDAH são o Sistema Achenbach de Avaliação Empiricamente Baseada (ASEBA), que inclui o Lista de verificação do comportamento infantil (CBCL), empregada pelos pais para avaliar o comportamento do filho, o Youth Self Report Form (YSR), utilizado pelas crianças para autoavaliação, e o Teacher Report Form (TRF), usado por professores para avaliar o comportamento dos alunos. Outras escalas empregadas isoladamente ou em conjunto para diagnosticar o TDAH são o Behavior Assessment System for Children (BASC), o Behavior Rating Inventory of Executive Function – Second Edition (BRIEF2), o Escala de Avaliação Revisada de Conners (CRS-R), a escala Conduct-Hyperactive-Attention Problem-Oppositional Symptom (CHAOS), o Developmental Behavior Checklist Hyperactivity Index (DBC-HI), a Escala de Avaliação dos Transtornos Disruptivos do Comportamento (DBDRS), o Diagnostic Infant and Preschool Assessment (DIPA-L), o Pediatric Symptom Checklist (PSC), o Social Communication Questionnaire (SCQ), o Social Responsiveness Scale (SRS), o Strengths and Weaknesses of ADHD Symptoms and Normal Behavior Rating Scale (SWAN) e a Escala de Avaliação Diagnóstica do TDAH de Vanderbilt.
As escalas diagnósticas ASEBA, BASC, CHAOS, CRS e Vanderbilt permitem que pais e professores atuem como avaliadores no diagnóstico do TDAH em crianças e adolescentes. Adolescentes também podem autoavaliar seus sintomas por meio de escalas de autorrelato do ASEBA, SWAN e do Dominic Interactive for Adolescents-Revised (DIA-R). Escalas de autorrelato, como a Escala de avaliação do TDAH e a Escala de avaliação diagnóstica do TDAH de Vanderbilt, são empregadas na triagem e avaliação do TDAH.
Com base em uma revisão sistemática da literatura e meta-análise de 2024, encomendada pelo Patient-Centered Outcomes Research Institute (PCORI), as escalas de avaliação fundamentadas em relatos de pais, professores ou autorrelato de adolescentes apresentam alta consistência interna como ferramenta diagnóstica, significando que os itens da escala são altamente inter-relacionados. Contudo, a confiabilidade entre avaliadores (isto é, o grau de concordância) é de baixa a moderada, tornando importante a inclusão de informações de múltiplos avaliadores para um diagnóstico mais preciso.
Estudos de imagem do cérebro não apresentam resultados consistentes entre indivíduos; por isso, são utilizados apenas para fins de pesquisa e não para diagnóstico. A eletroencefalografia não é precisa o suficiente para realizar um diagnóstico de TDAH. Uma revisão sistemática de 2024 concluiu que o uso de Biomarcadors, como amostras de sangue ou urina, marcadores de eletroencefalograma (EEG) e Neuroimagem como RMIs, no diagnóstico do TDAH permanece incerto; os estudos demonstraram grande variabilidade, não avaliaram a confiabilidade teste-reteste e não foram replicáveis de forma independente.
Na América do Norte e na Austrália, os critérios do DSM-5 são empregados para o diagnóstico, enquanto países europeus geralmente utilizam a CID-10. Os critérios do DSM-IV para diagnóstico de TDAH são 3–4 vezes mais propensos a diagnosticar o TDAH do que os critérios da CID-10. O TDAH é alternativamente classificado como Transtorno do neurodesenvolvimento ou como um Transtorno disruptivo do comportamento juntamente com ODD, CD e Transtorno de personalidade antissocial. Um diagnóstico não implica em um Transtorno neurológico.
Poucos estudos foram realizados sobre o diagnóstico de TDAH em crianças com menos de 7 anos, sendo que os existentes foram considerados, em revisão sistemática de 2024, de força de evidência baixa ou insuficiente.

#### Manual Diagnóstico e Estatístico
Como em muitos outros transtornos psiquiátricos, o diagnóstico formal deve ser realizado por um profissional qualificado, com base em um conjunto definido de critérios. Nos Estados Unidos, esses critérios são estabelecidos pela Associação Psiquiátrica Americana no DSM. Com base nos critérios do DSM-5, publicados em 2013, e do DSM-5-TR, de 2022, existem três apresentações do TDAH:
1. TDAH, apresentação predominantemente desatenta, apresenta sintomas como distração fácil, esquecimento, devaneios, desorganização, baixa atenção sustentada e dificuldade em completar tarefas.
2. TDAH, apresentação predominantemente hiperativa-impulsiva, manifesta sintomas como inquietação excessiva, hiperatividade e dificuldade em esperar e permanecer sentado.
3. TDAH, apresentação combinada, é a combinação das duas apresentações anteriores.

Esta subdivisão baseia-se na presença de pelo menos seis sintomas (em crianças) ou cinco (em adolescentes mais velhos e adultos) de nove sintomas de longo prazo (com duração de pelo menos seis meses) de desatenção, hiperatividade–impulsividade ou ambos. Para serem considerados, vários sintomas devem ter surgido entre os 6 e 12 anos e ocorrer em mais de um ambiente (por exemplo, em casa e na escola ou no trabalho). Os sintomas devem ser inadequados para uma criança dessa idade e deve haver evidência clara de que causam prejuízo em múltiplos domínios da vida.
O DSM-5 e o DSM-5-TR também oferecem dois diagnósticos para indivíduos com sintomas de TDAH que não atendem integralmente aos requisitos. TDAH Especificado de Outra Forma permite que o clínico descreva por que os critérios não foram completamente atendidos, enquanto TDAH Não Especificado é utilizado quando o clínico opta por não detalhar o motivo.

#### Classificação Internacional de Doenças
Na décima primeira revisão da Classificação Internacional de Doenças (CID-11) pela Organização Mundial da Saúde, o transtorno é classificado como Transtorno de Déficit de Atenção e Hiperatividade (código 6A05). Os subtipos definidos são apresentação predominantemente desatenta (6A05.0); apresentação predominantemente hiperativa-impulsiva (6A05.1); e apresentação combinada (6A05.2). Contudo, a CID-11 inclui duas categorias residuais para indivíduos que não se enquadram integralmente em nenhum dos subtipos definidos: apresentação especificada de outra forma (6A05.Y), onde o clínico detalha a apresentação do indivíduo; e apresentação não especificada (6A05.Z), onde não há detalhes fornecidos.
Na décima revisão (CID-10), os sintomas do transtorno hipercinético eram análogos ao TDAH conforme a CID-11. Quando um Transtorno de conduta  (conforme definido pela CID-10) estiver presente, a condição era denominada transtorno de conduta hipercinético. Caso contrário, o transtorno era classificado como distúrbio de atividade e atenção, outros transtornos hipercinéticos ou transtornos hipercinéticos, não especificados, sendo este último, às vezes, chamado de síndrome hipercinética.

#### Teoria da Construção Social
A Teoria da construção social do TDAH sugere que, uma vez que os limites entre o comportamento normal e anormal são socialmente construídos (ou seja, criados e validados conjuntamente por todos os membros da sociedade, em particular por Médico, pais, professores e outros), as avaliações e julgamentos subjetivos determinam quais critérios diagnósticos são adotados e, consequentemente, o número de pessoas afetadas. Thomas Szasz, defensor dessa teoria, argumentou que o TDAH foi "inventado e depois recebeu um nome".

### Adultos
Adultos com TDAH são diagnosticados segundo os mesmos critérios, exigindo que os sinais estejam presentes entre os 6 e 12 anos. O indivíduo é a melhor fonte de informação para o diagnóstico, embora outros possam fornecer dados úteis sobre os sintomas atuais e os da infância; a história familiar de TDAH também confere peso ao diagnóstico.:7,9 Embora os sintomas centrais do TDAH sejam semelhantes em crianças e adultos, eles frequentemente se manifestam de forma diferente na idade adulta; por exemplo, a atividade física excessiva em crianças pode se traduzir em sensação de inquietação e constante atividade mental em adultos.:6
Estima-se que, mundialmente, 2,58% dos adultos tenham TDAH persistente (quando o indivíduo atende aos critérios atualmente e há evidência de início na infância), e 6,76% tenham TDAH sintomático (ou seja, atendem aos critérios independentemente do início na infância). Em 2020, os números foram de 139,84 milhões e 366,33 milhões de adultos afetados, respectivamente. Cerca de 15% das crianças com TDAH continuam a atender aos critérios completos do DSM-IV-TR aos 25 anos, e 50% ainda apresentam alguns sintomas.:2 Desde 2010, a maioria dos adultos permanece sem tratamento. Muitos adultos com TDAH não diagnosticados e sem tratamento levam uma vida desorganizada, e alguns recorrem a drogas não prescritas ou álcool como mecanismo de enfrentamento. Outros problemas podem incluir dificuldades em relacionamentos e no trabalho, além de risco aumentado de atividades criminosas.:6 Problemas de saúde mental associados incluem depressão, transtornos de ansiedade e dificuldades de aprendizagem.
Alguns sintomas do TDAH em adultos diferem dos observados em crianças. Enquanto crianças podem escalar e correr excessivamente, adultos podem apresentar dificuldade para relaxar ou falar demais em situações sociais.:6 Adultos com TDAH podem iniciar relacionamentos impulsivamente, demonstrar comportamento de busca por sensações e ter temperamento instável.:6 Comportamentos aditivos, como abuso de substâncias e Jogo patológico, são comuns.:6 Isso fez com que indivíduos que se manifestavam de forma distinta com o envelhecimento superassem os critérios do DSM-IV.:5–6 Os critérios do DSM-5 tratam especificamente dos adultos, diferentemente do DSM-IV, que não considera plenamente as diferenças de prejuízo observadas na idade adulta em comparação com a infância.:5
Para o diagnóstico em adultos, é necessário que os sintomas estejam presentes desde a infância. Entretanto, uma parcela dos adultos que atende aos critérios para TDAH na idade adulta não teria sido diagnosticada na infância. A maioria dos casos de TDAH de início tardio se desenvolve entre os 12 e 16 anos e pode ser considerada como TDAH de início na adolescência ou no início da idade adulta.

#### Diagnóstico diferencial
| Transtorno depressivo | Transtorno de ansiedade | Transtorno bipolar |
| --- | --- | --- |
| - sentimentos de desesperança, baixa autoestima ou infelicidade - perda de interesse em hobbies ou atividades regulares - fadiga - problemas de sono - dificuldade em manter a atenção - alterações no apetite - irritabilidade ou hostilidade - baixa tolerância ao estresse - pensamentos de morte - dor inexplicada | - sentimento persistente de ansiedade - irritabilidade - sentimentos ocasionais de pânico ou medo - hipervigilância - incapacidade de prestar atenção - cansa facilmente - baixa tolerância ao estresse - dificuldade em manter a atenção | em estado mania - felicidade excessiva - hiperatividade - pensamentos acelerados - agressividade - fala excessiva - delírios grandiosos - necessidade reduzida de sono - comportamento social inadequado - dificuldade em manter a atenção em estado depressivo - mesmos sintomas da seção de depressão |

O DSM fornece diagnósticos diferenciais – explicações alternativas para sintomas específicos. A avaliação e investigação da história clínica determinam o diagnóstico mais apropriado. O DSM-5 sugere Transtorno negativista desafiador, Transtorno explosivo intermitente e outros transtornos como Transtorno de movimentos estereotipados e Síndrome de Tourette, além de transtorno específico de aprendizagem, Deficiência intelectual, Autismo, Transtorno de apego reativo, Transtornos de ansiedade, transtornos depressivos, Transtorno bipolar, Transtorno disruptivo da regulação do humor, Transtorno do uso de substâncias, Transtorno de personalidade, Transtornos psicóticos, sintomas induzidos por medicação e Transtornos neurocognitivos. Muitos, mas não todos, desses transtornos também são comorbidades comuns do TDAH. O DSM-5-TR ainda sugere Transtorno de estresse pós-traumático.
Sintomas do TDAH que se relacionam particularmente com desinibição e irritabilidade, além de baixo humor e baixa autoestima decorrentes da expressão dos sintomas, podem ser confundidos com Distimia e Ciclotimia bem como com Transtorno de personalidade borderline, embora ocorram comorbidades em taxas significativamente maiores que na população geral.:10 Alguns sintomas atribuídos superficialmente a transtornos de ansiedade, Deficiência intelectual ou aos efeitos do abuso de substâncias, como intoxicação e abstinência, podem se sobrepor ao TDAH. Esses transtornos também podem, por vezes, ocorrer juntamente com o TDAH.
Transtornos primários do sono podem afetar a atenção e o comportamento, e os sintomas do TDAH podem interferir no sono. Assim, recomenda-se que crianças com TDAH sejam avaliadas regularmente quanto a problemas de sono. A sonolência em crianças pode resultar em sintomas que vão desde o bocejo e esfregar os olhos até desinibição e desatenção. Apneia obstrutiva do sono também pode causar sintomas semelhantes aos do TDAH.
Em geral, o DSM-5-TR pode ajudar a distinguir entre muitas condições associadas a sintomas semelhantes aos do TDAH, conforme o contexto em que surgem. Por exemplo, crianças com Dificuldade de aprendizagem podem se sentir distraídas e agitadas ao realizar tarefas que exigem habilidades prejudicadas (como leitura ou matemática), mas não em outras situações. Uma pessoa com Deficiência intelectual pode desenvolver sintomas que se sobrepõem ao TDAH quando inserida em um ambiente escolar inadequado às suas necessidades. O tipo de desatenção associado ao TDAH, caracterizado por baixa persistência e atenção sustentada, difere consideravelmente da desatenção seletiva ou orientada observada na Síndrome de desengajamento cognitivo, bem como da ruminação, reexperiência ou bloqueio mental vistos em transtornos de ansiedade ou TEPT.
Em transtornos de humor, sintomas semelhantes aos do TDAH podem se limitar a estados mania ou depressivos de natureza episódica. Sintomas que se sobrepõem ao TDAH em Transtornos psicóticos podem estar restritos a estados psicóticos. Transtorno do uso de substâncias, alguns medicamentos e certas condições médicas podem fazer com que os sintomas apareçam mais tarde na vida, enquanto que o TDAH, como um Transtorno do neurodesenvolvimento, exige que os sintomas estejam presentes desde a infância.
Além disso, compreender cuidadosamente a natureza dos sintomas pode ajudar a distinguir o TDAH de outros transtornos. Por exemplo, o esquecimento e a impulsividade típicos do TDAH (como na realização de tarefas escolares ou no seguimento de instruções) podem ser diferenciados da oposição quando não há hostilidade ou desafio, embora o TDAH e o Transtorno negativista desafiador sejam altamente comórbidos. Birras podem diferir dos surtos observados no Transtorno explosivo intermitente se não houver agressividade envolvida. A inquietação observada no TDAH pode ser diferenciada de Tiques ou de estereotipias comuns na Síndrome de Tourette ou no Autismo.
Além disso, as dificuldades sociais frequentemente vivenciadas por indivíduos com TDAH devido à desatenção (por exemplo, não se concentrar durante a interação, perdendo sinais ou não estando ciente do próprio comportamento) ou à impulsividade (falar sem pensar, fazer perguntas intrusivas, interromper) pode ser contrastada com o distanciamento social e os déficits na compreensão de sinais sociais associados ao Autismo. Indivíduos com TDAH podem também apresentar sinais de comprometimento social ou de desregulação emocional e cognitiva, comuns em Transtorno de personalidade, mas não necessariamente características como Transtorno de personalidade borderline (medo de abandono ou senso de identidade instável), Transtorno de personalidade narcisista (tendências narcisistas) ou Transtorno de personalidade antissocial (agressividade) ou outras particularidades de personalidade.
Embora seja possível e comum que muitas dessas condições ocorram comórbidas ao TDAH, os sintomas não devem ser melhor explicados por elas, conforme o critério diagnóstico E do DSM-5. Os sintomas devem surgir precocemente, ocorrer em diversos ambientes e causar prejuízo significativo. Ademais, mesmo quando algumas dessas condições se apresentam como comorbidades do TDAH, é importante distingui-las, pois cada uma pode demandar tratamento específico.

### Critérios diagnósticos (CID-10 F90.0)
As constantes queixas dos professores com relação à atenção e à indisciplina no Ensino Fundamental e no Ensino Médio revelam que é comum os docentes encaminharem alunos ao serviço médico, descrevendo comportamentos tais como agitação em demasia, incapacidade de manter a atenção e dificuldade de autorregulação. Desses encaminhamentos resultam, na maioria dos casos, os laudos de Transtorno do Déficit de Atenção e Hiperatividade (TDAH).
Para se diagnosticar um caso de TDAH é necessário que o indivíduo em questão apresente pelo menos seis dos sintomas de desatenção e/ou seis dos sintomas de hiperatividade; além disso os sintomas devem manifestar-se em pelo menos dois ambientes diferentes e por um período superior a seis meses.

#### Com predomínio de desatenção
(Muitas vezes pode ser confundido pelos pais com "preguiça", aplicando à criança castigos, ou mesmo agredindo-a verbalmente ou fisicamente).
Caracteriza-se o predomínio da desatenção quando o indivíduo apresenta seis (ou mais) dos seguintes sintomas de desatenção persistentes por pelo menos 6 meses, em grau mal-adaptativo e inconsistente com o nível de desenvolvimento:
1. Frequentemente deixa de prestar atenção a detalhes ou comete erros por descuido em atividades escolares, de trabalho entre outras.
2. Com frequência tem dificuldades para manter a atenção em tarefas ou atividades lúdicas.
3. Com frequência parece não escutar quando lhe dirigem a palavra.
4. Com frequência não segue instruções e não termina seus deveres escolares, tarefas domésticas ou deveres profissionais (não devido a comportamento de oposição ou incapacidade de compreender instruções).
5. Com frequência tem dificuldade para organizar tarefas e atividades.
6. Com frequência evita, antipatiza ou reluta a envolver-se em tarefas que exijam esforço mental constante (como tarefas escolares ou deveres de casa).
7. Com frequência perde coisas necessárias para tarefas ou atividades (por ex., brinquedos, tarefas escolares, lápis, livros ou outros materiais).
8. É facilmente distraído por estímulos alheios à tarefa
9. Com frequência apresenta esquecimento em atividades diárias.

#### Com predomínio de hiperatividade / impulsividade
1. Frequentemente agita as mãos ou os pés.
2. Frequentemente abandona sua cadeira em sala de aula ou outras situações nas quais se espera que permaneça sentado.
3. Frequentemente corre ou escala em demasia, em situações nas quais isto é inapropriado (em adolescentes e adultos, pode estar limitado a sensações subjetivas de inquietação).
4. Com frequência tem dificuldade para brincar ou se envolver silenciosamente em atividades de lazer.
5. Está frequentemente "a mil" ou muitas vezes age como se estivesse "a todo vapor".
6. Frequentemente fala em demasia.
7. Frequentemente dá respostas precipitadas antes de as perguntas terem sido completadas.
8. Com frequência tem dificuldade para aguardar sua vez.
9. Frequentemente interrompe ou se mete em assuntos de outros (por ex., intromete-se em conversas ou brincadeiras).

#### Critérios para ambos os casos
Em ambos os casos os seguintes critérios também devem estar presentes:
- Alguns sintomas de hiperatividade/impulsividade ou desatenção que causaram prejuízo estavam presentes antes dos 7 anos de idade.
- Algum prejuízo causado pelos sintomas está presente em dois ou mais contextos (por ex., na escola [ou trabalho] e em casa).
- Deve haver claras evidências de prejuízo clinicamente significativo no funcionamento social, acadêmico ou ocupacional.
- Os sintomas não ocorrem exclusivamente durante o curso de um transtorno invasivo do desenvolvimento, esquizofrenia ou outro transtorno psicótico e não são melhor explicados por outro transtorno mental (por exemplo transtorno do humor, transtorno de ansiedade, transtorno dissociativo ou um transtorno da personalidade).

Os sintomas de desatenção, hiperatividade ou impulsividade relacionados ao uso de medicamentos (como broncodilatadores, isoniazida e acatisia por neurolépticos) em crianças com menos de 7 anos de idade não devem ser diagnosticados como TDAH.
Pessoas com TDAH têm problemas para fixar sua atenção pelo mesmo período de tempo que as outras, interessadamente. Crianças com TDAH não têm problemas para filtrar informações. Elas parecem prestar atenção aos mesmos temas que as crianças que não apresentam o TDAH prestariam. Crianças com TDAH se sentem entediadas ou perdem o interesse por seu trabalho mais rapidamente que outras crianças, parecem atraídas pelos aspectos mais recompensadores, divertidos e reforçativos em qualquer situação, conforme o entendimento da psicologia behaviorista. Essas crianças também tendem a optar por fazer pequenos trabalhos, mais rápidos, em troca de uma recompensa imediata, embora menor, em vez de trabalhar por mais tempo em troca de uma recompensa maior que só estaria disponível mais tarde. Na realidade, reduzir a estimulação torna ainda mais difícil para uma criança com TDAH manter a atenção. Apresentam também dificuldades em controlar impulsos. Os problemas de atenção e de controle de impulsos também se manifestam nos atalhos que essas crianças utilizam em seu trabalho. Elas aplicam menor quantidade de esforço e despendem menor quantidade de tempo para realizar tarefas desagradáveis e enfadonhas.

## Causas
Na maior parte dos casos, não se sabe a causa concreta da origem da PHDA no indíviduo. É normalmente um conjunto de factores, entre eles genéticos, o meio ambiente em que se vive, factores sociais ou mesmo traumas induzidos no cérebro.

### Genéticos

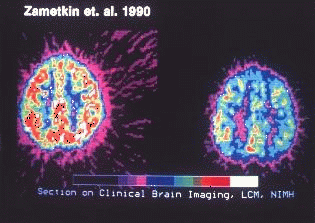
A imagem da direita ilustra áreas de atividade cerebral de uma pessoa sem TDAH e a imagem da esquerda de uma pessoa com TDAH.

Os estudos indicam que a PHDA é, em muitos casos, hereditária. No entanto, dado que não existe uma causa precisa para a existência da PDHA, esta é apenas uma parte que pode levar a esta perturbação, com certas mutações a nível dos genes herdados pelos pais a contribuir para a susceptiblidade de ser afectado pela PHDA.
As mutações genéticas consideradas mais comuns para a prevalência desta condição, são normalmente relacionadas com a neurotransmissão da dopamina. No entanto, a PHDA está envolvida com mais variáveis genéticas para além da dopamina.
Alguns dos genes principais associados a esta perturbação são o DAT, DRD4, DRD5, TAAR1, MAO-A, COMT, DBH, ADRA2A, TPH2, GRIN2A, 5-HTT, 5-HTR1B, etc, o que demonstra a enorme complexidade desta condição, já que envolve imensos sistemas para além da dopamina.
Os genes referidos acima envolvem a neurotransmissão de monoaminas como a norepinefrina, serotonina, glutamato; receptores específicos como o alfa adrenérgico2A, o receptor de dopamina 4 e 5; transportadores da dopamina e serotonina e mesmo enzimas como a MAO-A e COMT, responsáveis pela degradação das várias monoaminas principais, entre outras.
Uma mutação num destes genes pode aumentar a probabilidade de se ser afectado pela PHDA, enquanto várias mutações levam a um risco acrescido.
Revisões bibliográficas publicadas nas revistas Psiquiatria Biológica e Psiquiatria Molecular encontraram que a estimativa média de hereditariedade do TDAH varia de 0,74 a 0,8, com base em estudos familiares, de gêmeos e de adoção. Além disso, o psiquiatra evolucionista Randolph M. Nesse argumentou que a razão entre sexos de 5:1, homens para mulheres, na epidemiologia do TDAH sugere que o TDAH pode representar o extremo de um continuum onde os homens são sobrerrepresentados nas caudas, citando a psicóloga clínica Simon Baron-Cohen e sua sugestão para a relação entre sexos na epidemiologia do autismo como um análogo.
A Seleção natural tem atuado contra algumas variantes genéticas associadas ao TDAH ao longo de pelo menos 45.000 anos, complicando a sugestão de que o TDAH teria sido uma forma adaptativa de neurodiversidade no passado evolutivo humano. O transtorno pode manter uma taxa estável devido ao equilíbrio entre mutações genéticas e sua eliminação por seleção natural ao longo das gerações; ao longo de milhares de anos, essas variantes genéticas tornam-se mais estáveis, diminuindo a prevalência do transtorno. Ao longo da evolução humana, as funções executivas envolvidas no TDAH provavelmente proporcionam a capacidade de vincular contingências ao longo do tempo, direcionando o comportamento para eventos futuros em detrimento dos imediatos, de modo a maximizar as consequências sociais futuras para os humanos.
O TDAH apresenta alta hereditariedade de 74%, o que significa que 74% da presença do transtorno na população se deve a fatores genéticos. Existem múltiplas variantes genéticas que aumentam levemente a probabilidade de um indivíduo apresentar TDAH; é uma doença poligênica que surge pela acumulação de muitos riscos genéticos, cada um com efeito muito pequeno. Os irmãos de crianças com TDAH têm entre três e quatro vezes mais chance de desenvolver o transtorno em comparação com irmãos de crianças sem o transtorno.
A associação entre o tabagismo materno observada em grandes estudos populacionais desaparece após ajuste pela história familiar de TDAH, indicando que a relação entre tabagismo materno durante a gravidez e TDAH é decorrente de fatores familiares ou genéticos que aumentam o risco para a confluência do tabagismo e do TDAH.
O TDAH apresenta redução no tamanho, na conectividade funcional e na ativação assim como baixa função noradrenérgica e dopaminérgica em regiões e redes cerebrais cruciais para funções executivas e autorregulação. Normalmente, vários genes estão envolvidos, muitos dos quais afetam diretamente o funcionamento cerebral e a neurotransmissão. Entre os envolvidos com a dopamina estão o DAT, DRD4, DRD5, TAAR1, MAOA, COMT e DBH. Outros genes associados ao TDAH incluem o SERT, HTR1B, SNAP25, GRIN2A, ADRA2A, TPH2 e BDNF. Uma variante comum do gene chamado latrofilina 3 é estimada como responsável por cerca de 9% dos casos e, quando presente, as pessoas respondem particularmente bem a medicamentos estimulantes. A variante 7 repetida do receptor de dopamina D4 (DRD4–7R) causa aumento dos efeitos inibitórios induzidos pela dopamina e está associada ao TDAH. O receptor DRD4 é um Receptor acoplado à proteína G que inibe a adenilato ciclase. A mutação DRD4–7R resulta em uma ampla variedade de fenótipos comportamentais, incluindo sintomas do TDAH que refletem atenção dividida. O gene DRD4 está associado tanto à busca por novidades quanto ao TDAH. Os genes GFOD1 e CDH13 mostram fortes associações genéticas com o TDAH. A associação do CDH13 com Transtorno do Espectro Autista (TEA), esquizofrenia, transtorno bipolar e depressão faz dele um gene causativo candidato interessante. Outro gene causativo candidato identificado é ADGRL3. Em peixe-zebra, a deleção desse gene provoca perda da função dopaminérgica no diencéfalo ventral e os peixes exibem um fenótipo hiperativo/impulsivo.
Para que a variação genética seja usada como ferramenta diagnóstica, mais estudos de validação precisam ser realizados. Entretanto, estudos menores indicaram que polimorfismos genéticos em genes relacionados à neurotransmissão catecolaminérgica ou ao complexo SNARE da sinapse podem prever com confiabilidade a resposta de um indivíduo à medicação estimulante. Variantes genéticas raras mostram maior relevância clínica, pois sua penetrância (chance de desenvolver o transtorno) tende a ser muito maior. Contudo, sua utilidade como ferramenta diagnóstica é limitada, pois nenhum gene isolado prevê o TDAH. O TEA apresenta sobreposição genética com o TDAH tanto em variantes genéticas comuns quanto raras.

### Ambiente

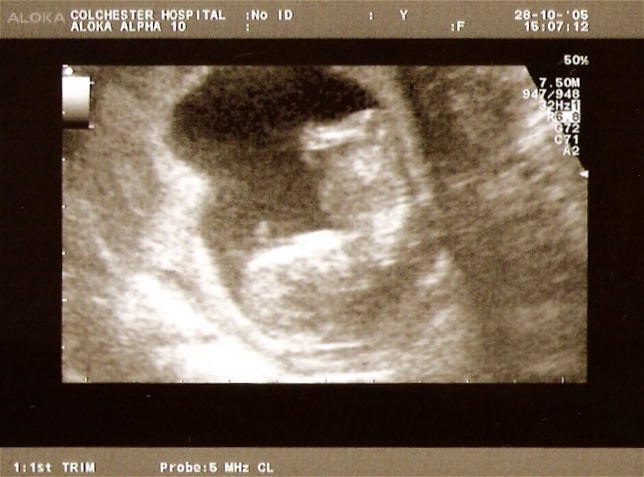
Problemas na gravidez estão associados com maior incidência de casos mesmo quando desconsiderados outros fatores como psicopatologias dos pais

Para além dos factores genéticos, alguns factores do meio ambiente do indivíduo podem levar a esta perturbação.
A ingestão de alcóol durante a gravidez pode provocar várias alterações à criança, entre elas o PHDA ou sintomas semelhantes.
A exposição a certas substâncias tóxicas, como o chumbo por exemplo, podem contribuir para esta perturbação, tal como a exposição ao tabaco durante a gravidez, de forma directa ou indirecta, pode aumentar a probabilidade de um diagnóstico de PHDA.
Mais factores que podem aumentar a probabilidade de incidência de PHDA no indíviduo são o nascimento permaturo, nascimento com um peso corporal muito baixo, negligência, abuso ou privação social, tal como certas infeções antes, durante e após o nascimento da criança, principalmente nos primeiros anos de vida, já que a susceptibilidade é maior.
Existe uma associação entre o uso de paracetamol a longo prazo durante a gravidez e a prevalência da PHDA, mas não a curto prazo.
Alguns casos de traumatismo craniano podem levar ao aparecimento da patologia da PHDA.
A alimentação pode também contribuir para o desenvolvimento da PHDA, embora a evidência atual seja considerada ainda escassa. Aplica-se principalmente a corantes alimentares ou substâncias utilizadas para a preservação dos alimentos, acima de tudo em indivíduos sensíveis. Para além destas substâncias, certas intolerâncias ou alergias a alguns alimentos podem levar a uma agravação dos sintomas da PHDA. A deficiência em certos micronutrientes pode também levar à manifestação de sintomas desta patologia.

### Factores sociais
As crianças mais novas no período escolar, em comparação com os seus colegas ligeiramente mais velhos, têm maior probabilidade de ser diagnosticadas com PHDA, possivelmente pelo seu desenvolvimento ainda estar ligeiramente atrás em comparação a estas.
Em alguns casos, o diagnóstico da PHDA deve-se não a problemas com o indivíduo em si mas com a educação e expectativas dos pais em relação ao filho/a. Crianças vítimas de violência e abuso emocional são mais susceptíveis de apresentar comportamentos relacionados com esta patologia, a exemplo da desregulagem emocional.
Por fim, a caracterização da PHDA é sempre sujeita ao que é considerado um comportamento normal e um comportamento anormal pela sociedade. O que pode ser considerado um caso de PHDA segundo o critério do DSM-IV, pode não o ser segundo o critério do ICD-10.
Este é um dos motivos de alguma da polémica em relação a este diagnóstico, já que não existe de facto um exame concreto em que o médico possa diagnosticar, ou não, um caso de PHDA sem ser baseado na informação providenciada pelo indivíduo e familiares. Em qualquer dos casos, a patologia da PHDA existe e afecta de forma significativa a vida social, académica e familiar dos indíviduos afectados, mas também é muitas vezes diagnosticada em casos onde ela não existe.
Em relação ao TDAH, não se pode perder de vista, que na perspectiva da Teoria Histórico-Cultural, à medida que a criança se apropria da cultura e dos conceitos científicos ao seu redor, suas funções psicológicas superiores e a consciência são aperfeiçoadas. Desse modo, a capacidade da criança de se autorregular amplia-se, pois ela aprende a canalizar sua agitação e atenção para as atividades de aprendizagem desenvolvidas na escola.

## Fisiopatologia
Os modelos atuais de TDAH sugerem que ele está associado a comprometimentos funcionais em alguns sistemas de neurotransmissores do cérebro, particularmente os envolvendo dopamina e noradrenalina. As vias dopaminérgicas e noradrenérgicas originadas na área tegmental ventral e no locus coeruleus projetam-se para diversas regiões cerebrais, regulando processos cognitivos variados. As vias que se dirigem ao córtex pré-frontal e ao estriado modulam a função executiva (controle cognitivo do comportamento), motivação, percepção de recompensa e função motora; essas vias desempenham papel central na fisiopatologia do TDAH. Modelos mais amplos, incluindo vias adicionais, também foram propostos.

### Estrutura cerebral

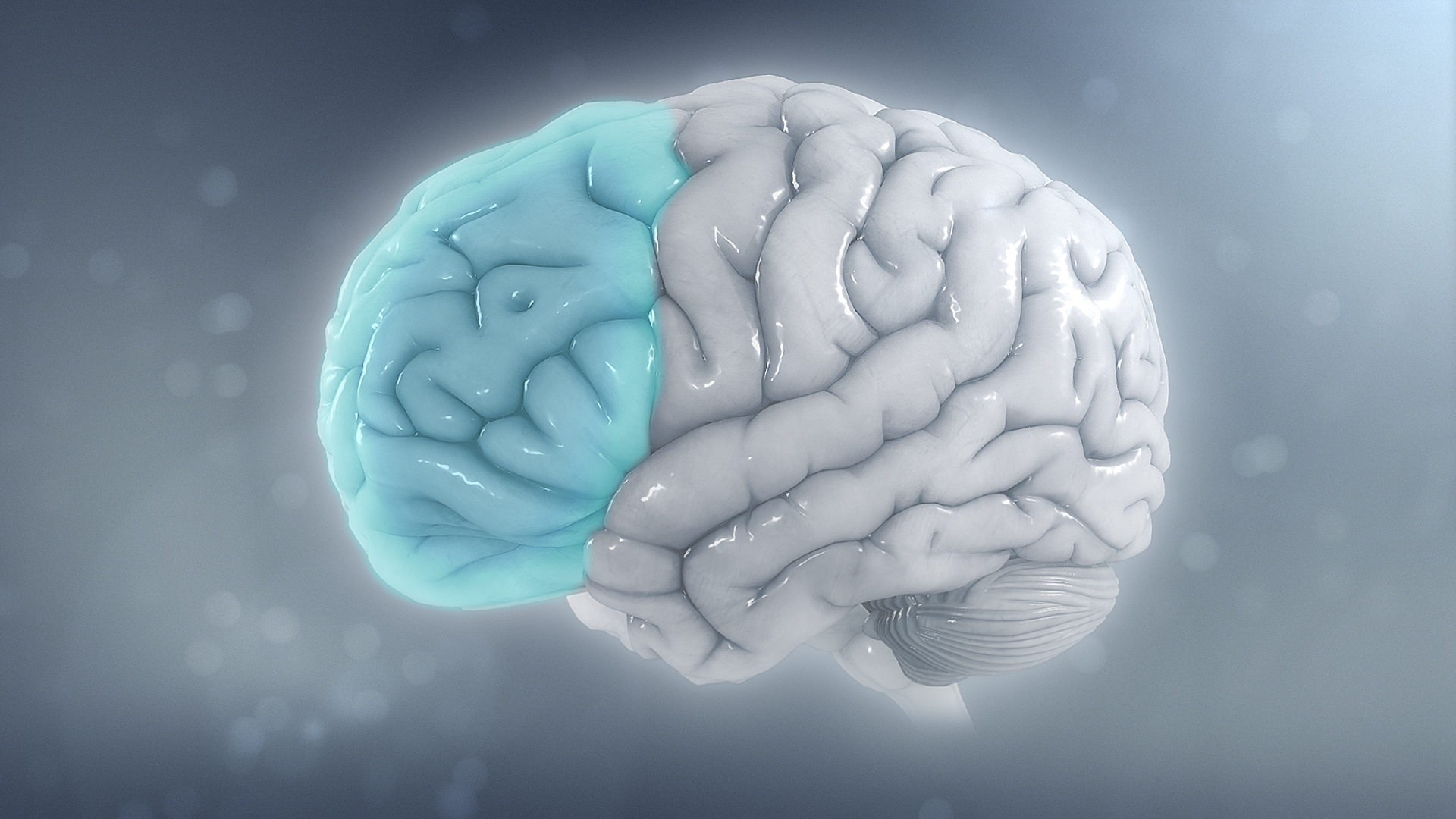
O córtex pré-frontal esquerdo, mostrado aqui em azul, é frequentemente afetado no TDAH

Em crianças com TDAH, verifica-se redução geral do volume em certas estruturas cerebrais, com diminuição proporcionalmente maior do volume do córtex pré-frontal esquerdo. O córtex parietal posterior apresenta afinamento em indivíduos com TDAH em comparação com controles, e outras estruturas dos circuitos pré-frontal-estriatal-cerebelar e pré-frontal-estriatal-talâmico também diferem entre pessoas com e sem TDAH. Os volumes subcorticais do núcleo accumbens, da amígdala, do caudado, do hipocampo e do putâmen parecem menores em indivíduos com TDAH. Estudos com ressonância magnética estrutural também revelaram diferenças na matéria branca, com assimetria inter-hemisférica distinta entre jovens com TDAH e aqueles com desenvolvimento típico. Estudos com fMRI evidenciam maior conectividade entre regiões subcorticais e corticais, como entre o caudado e o córtex pré-frontal, grau esse que se correlaciona com a gravidade da desatenção ou hiperatividade; processos de lateralização hemisférica também foram postulados, embora os dados empíricos sejam divergentes.

### Vias dos neurotransmissores
Sugeriu-se anteriormente que o aumento de transportadores de dopamina em pessoas com TDAH fazia parte da fisiopatologia, mas esse aumento pode ser uma adaptação à exposição a medicamentos estimulantes. Os modelos atuais envolvem a via dopaminérgica mesocorticolímbica e o sistema noradrenérgico do locus coeruleus. Os psicoestimulantes demonstram eficácia ao aumentar a atividade dos neurotransmissores nesses sistemas, e podem haver anormalidades adicionais nas vias serotoninérgica, glutamatérgica ou colinérgica.

### Função executiva e motivação
O TDAH decorre de um déficit central nas funções executivas (como controle atencional, inibitório e memória de trabalho), essenciais para selecionar e monitorar comportamentos que facilitem a obtenção de objetivos; essas deficiências resultam em dificuldades para manter a organização, cumprir horários, controlar a procrastinação, concentrar-se, prestar atenção, ignorar distrações, regular as emoções e lembrar detalhes, enquanto a memória de longo prazo permanece preservada, com os problemas de recordação sendo atribuídos à memória de trabalho comprometida. Devido à maturação cerebral e ao aumento das demandas por controle executivo com a idade, as dificuldades do TDAH podem não se manifestar completamente até a adolescência ou início da idade adulta, embora trajetórias divergentes de maturação possam favorecer uma melhora tardia das funções executivas. O TDAH também está associado a déficits motivacionais em crianças, que tendem a preferir recompensas imediatas em detrimento de benefícios a longo prazo.

### Reação paradoxal a substâncias neuroativas
Outra característica do processamento alterado no sistema nervoso central é a reação paradoxal, observada em cerca de 10–20% dos pacientes, na qual as respostas ocorrem na direção oposta ao efeito esperado ou de forma significativamente diferente. Essas reações são provocadas por substâncias neuroativas como anestésicos locais, sedativos, cafeína, anti-histamínicos, neurolepticos fracos e analgésicos centrais e periféricos; considerando que suas causas são, ao menos parcialmente, genéticas, pode ser útil, em situações críticas – por exemplo, antes de cirurgias – questionar se tais anomalias ocorrem também em familiares.

## Tratamento
Os neurotransmissores que parecem estar deficitários em quantidade ou funcionamento nos indivíduos com TDAH são basicamente a dopamina e a noradrenalina e podem ser estimulados através de medicação, com o devido acompanhamento médico, de modo a  amenizar os sintomas de déficit de atenção/hiperatividade. Entretanto, nem todas as pessoas respondem positivamente ao tratamento. É importante que seja avaliada criteriosamente a utilização dos medicamentos em função dos seus efeitos colaterais.  A duração da administração varia em cada caso, a depender da resposta do paciente, não se justificando o uso  dessas drogas nos casos em que os pacientes não apresentem melhora significativa. Cerca de 70% dos pacientes respondem adequadamente ao metilfenidato e o toleram bem. Como a meia-vida do metilfenidato é curta, geralmente utiliza-se o esquema de duas doses por dia, uma de manhã e outra ao meio dia. A disponibilidade de preparados de ação prolongada tem possibilitado maior comodidade aos pacientes.
Além de fármacos, ministrados com acompanhamento especializado permanente, o tratamento médico pode contar com apoio psicológico, fonoaudiológico, terapêutico ocupacional ou psicopedagógico.
Quem é afectado pelo TDAH dispõe de vários tipos de fármacos para o seu tratamento, sendo os estimulantes considerados os mais eficazes e consequentemente os mais utilizados.
Dentro do grupo dos estimulantes disponíveis em Portugal, encontram-se o metilfenidato e a lisdexanfetamina.
Já no grupo dos não estimulantes a atomoxetina é a opção principal, podendo também ser utilizada a guanfacina. Apesar de não ser considerado como fármaco para o tratamento do TDAH em Portugal, a clonidina é também uma hipótese neste grupo, normalmente em combinação com um fármaco estimulante.
Existem ainda mais opções que, não sendo consideradas oficialmente como tratamento para o TDAH, são hipóteses válidas e satisfatórias em muitos casos, como é o caso do bupropiona e do modafinil.
Para evitar que se distraia, é recomendado que a pessoa portadora do transtorno tenha um ambiente silencioso e sem distrações para estudar/trabalhar. Na escola, ela pode se concentrar melhor na aula sentando-se na primeira fileira e longe da janela. Aulas de apoio com atenção mais individualizada podem ajudar a melhorar o desempenho escolar. Desde o ponto de vista da psicologia behaviorista, os pais e professores podem recompensar a criança quando seu desempenho é bom, valorizando suas qualidades, mais do que punir seus erros. A punição, se houver, nunca deve ser violenta, pois isso pode tornar a criança mais agressiva, por medo e raiva da pessoa que a puniu. Além disso, a punição não impede o comportamento indesejado quando o agente punidor não estiver presente. [carece de fontes?]
Famílias caracterizadas por alto grau de agressividade e impulsividade nas interações, podem contribuir para o aparecimento de comportamento agressivo, impulsivo ou de uma oposição desafiante nas crianças em diversos contextos. A família tem importante papel no tratamento de transtornos infantis. Não basta medicar a criança. É necessário que os próprios pais façam psicoterapia junto com a criança ou o adolescente.
O manejo do TDAH geralmente envolve aconselhamento ou medicamentos, seja isoladamente ou em combinação. Embora existam diversas opções de tratamento para melhorar os sintomas do TDAH, as terapias medicamentosas melhoram substancialmente os desfechos a longo prazo e, embora eliminem alguns riscos aumentados, como a obesidade, também apresentam alguns riscos de eventos adversos.
Os medicamentos utilizados incluem estimulantes, atomoxetina, agonistas dos receptores adrenérgicos alfa-2 e, às vezes, antidepressivos.
Para aqueles que têm dificuldade em manter o foco em recompensas de longo prazo, uma quantidade significativa de reforço positivo melhora o desempenho nas tarefas.
Os medicamentos são o tratamento mais eficaz, e quaisquer efeitos colaterais são geralmente leves e de fácil resolução, embora quaisquer melhorias sejam revertidas se a medicação for interrompida.
Os estimulantes para TDAH também melhoram a persistência e o desempenho em tarefas em crianças com o transtorno.
De acordo com uma revisão sistemática: "evidências recentes de estudos observacionais e de registros indicam que o tratamento farmacológico do TDAH está associado a maior desempenho e menor absenteísmo escolar, redução do risco de visitas hospitalares de emergência relacionadas a traumas, menor risco de suicídio e tentativas de suicídio, além de menores taxas de abuso de substâncias e criminalidade".
Os dados também sugerem que a combinação de medicação com terapia cognitivo-comportamental (TCC) pode ter efeitos positivos: embora a TCC seja substancialmente menos eficaz, ela pode ajudar a lidar com problemas que persistem após a otimização do tratamento medicamentoso.
A natureza e a variedade dos desfechos desejáveis do tratamento do TDAH variam entre os padrões diagnósticos do transtorno.
Na maioria dos estudos, a eficácia do tratamento é determinada pela redução dos sintomas.
No entanto, alguns estudos incluíram avaliações subjetivas de professores e pais como parte da análise da eficácia dos tratamentos.

### Terapias comportamentais
Há boas evidências para o uso de terapias comportamentais no TDAH. Elas são o tratamento de primeira escolha recomendado para aqueles que apresentam sintomas leves ou que estão em idade pré-escolar.
As terapias psicológicas utilizadas incluem: intervenção psicoeducacional, terapia comportamental, Terapia cognitivo-comportamental, Psicoterapia interpessoal, Terapia familiar, intervenções escolares, treinamento de habilidades sociais, intervenção comportamental entre pares, treinamento organizacional, e treinamento para pais.
O Neurofeedback apresenta efeitos terapêuticos maiores do que controles não ativos por até seis meses — e possivelmente até um ano — após o tratamento, podendo ter efeitos comparáveis aos controles ativos (tratamentos comprovadamente eficazes) nesse mesmo período. Apesar da eficácia observada em pesquisas, há regulamentação insuficiente da prática de neurofeedback, o que leva a aplicações ineficazes e alegações falsas sobre inovações.
O treinamento de pais pode melhorar diversos problemas comportamentais, incluindo comportamentos opositores e de não cooperação.
Há pouca pesquisa de alta qualidade sobre a eficácia da terapia familiar para o TDAH — mas as evidências existentes mostram que ela é semelhante ao cuidado comunitário e melhor do que placebo.
Grupos de apoio específicos para TDAH podem fornecer informações e ajudar as famílias a lidar com o transtorno.
O treinamento de habilidades sociais, a modificação comportamental e o uso de medicamentos podem ter efeitos benéficos limitados nas relações entre pares. Amizades estáveis e de alta qualidade com pares não desviantes protegem contra problemas psicológicos futuros.

### Intervenções digitais
Vários ensaios clínicos investigaram a eficácia de terapias digitais, particularmente a terapia digital baseada em videogame AKL-T01, da Akili Interactive Labs, comercializada como EndeavourRx. O ensaio clínico pediátrico STARS-ADHD, randomizado, duplo-cego, em grupos paralelos e controlado, demonstrou que o AKL-T01 melhorou significativamente o desempenho no Teste de Variáveis de Atenção, uma medida objetiva de atenção e controle inibitório, em comparação com um grupo de controle após quatro semanas de uso domiciliar.
Um estudo pediátrico subsequente, de rótulo aberto, chamado STARS-Adjunct, publicado na Nature Portfolio na npj Medicina Digital, avaliou o AKL-T01 como tratamento complementar para crianças com TDAH que estavam em uso de medicação estimulante ou que não estavam em farmacoterapia com estimulantes. Os resultados mostraram melhorias na deficiência relacionada ao TDAH (medida pela Escala de Avaliação de Deficiência) e nos sintomas de TDAH após 4 semanas de tratamento, com efeitos persistindo durante uma pausa de 4 semanas e melhorando ainda mais com um período adicional de tratamento. Notavelmente, a magnitude da melhora medida foi semelhante para crianças tanto em uso quanto fora do uso de estimulantes.
Em 2020, o AKL-T01 recebeu autorização de comercialização para TDAH pediátrico pela FDA, tornando-se “a primeira terapia baseada em jogo a receber autorização de comercialização pela FDA para qualquer tipo de condição”.
Além das populações pediátricas, um estudo de 2023 publicado no Revista da Academia Americana de Psiquiatria da Criança e do Adolescente investigou a eficácia e a segurança do AKL-T01 em adultos com TDAH. Após seis semanas de tratamento domiciliar com o AKL-T01, os participantes apresentaram melhorias significativas em medidas objetivas de atenção (TOVA – Pontuação de Comparação de Atenção), nos sintomas autorrelatados de TDAH (subescala de desatenção e pontuação total do ADHD-RS-IV) e na qualidade de vida autorrelatada (AAQoL).
A magnitude da melhora na atenção foi quase sete vezes maior do que a relatada em ensaios pediátricos. O tratamento foi bem tolerado, com alta adesão e sem eventos adversos graves.

### Medicamentos
Os medicamentos para TDAH parecem aliviar os sintomas por meio de seus efeitos sobre as regiões e redes executivas pré-frontais, estriatais e relacionadas no cérebro; geralmente aumentando a neurotransmissão de noradrenalina e dopamina.

#### Estimulantes
Metilfenidato e anfetamina ou seus derivados são frequentemente tratamentos de primeira linha para o TDAH. Cerca de 70% respondem ao primeiro estimulante testado e apenas 10% não respondem nem a anfetaminas nem ao metilfenidato. Os estimulantes também podem reduzir o risco de lesões não intencionais em crianças com TDAH. Estudos de ressonância magnética sugerem que o tratamento a longo prazo com anfetamina ou metilfenidato diminui anomalias na estrutura e função cerebrais encontradas em indivíduos com TDAH.
Uma revisão de 2018 encontrou o maior benefício de curto prazo com metilfenidato em crianças, e anfetaminas em adultos. Estudos e meta-análises mostram que anfetamina é ligeiramente a moderadamente mais eficaz do que metilfenidato na redução dos sintomas, e são uma farmacoterapia mais eficaz para o TDAH do que agonistas α2 mas o metilfenidato apresenta eficácia comparável a medicamentos não estimulantes, como a atomoxetina.
Em uma sinopse clínica da Cochrane, o Dr. Storebø e colegas resumiram sua meta-revisão sobre metilfenidato para TDAH em crianças e adolescentes. A meta-análise suscitou dúvidas substanciais sobre a eficácia do medicamento em relação ao placebo. Isso levou a uma forte reação crítica do Grupo Europeu de Diretrizes para TDAH e membros da comunidade científica, que identificaram várias falhas na revisão. Desde pelo menos setembro de 2021, existe um consenso científico unânime e global de que o metilfenidato é seguro e altamente eficaz no tratamento do TDAH. A mesma revista publicou uma revisão sistemática subsequente (2022) sobre metilfenidato de liberação prolongada para adultos, concluindo dúvidas semelhantes sobre a certeza da evidência. Entretanto, outras revisões sistemáticas e meta-análises recentes encontram certeza na segurança e alta eficácia do metilfenidato para a redução dos sintomas do TDAH, para aliviar os déficits subjacentes nas funções executivas, e para reduzir substancialmente as consequências adversas do TDAH não tratado com tratamento contínuo. Diretrizes clínicas internacionais também são consistentes em aprovar a segurança e eficácia do metilfenidato e recomendá-lo como tratamento de primeira linha para o transtorno.
Dados de segurança e eficácia foram amplamente revisados por órgãos reguladores médicos (por exemplo, a Administração de Alimentos e Medicamentos dos EUA — FDA — e a Agência Europeia de Medicamentos — EMA), desenvolvedores de diretrizes internacionais baseadas em evidências (por exemplo, o Instituto Nacional de Excelência em Saúde e Cuidados do Reino Unido — NICE — e a Academia Americana de Pediatria), e agências governamentais que endossaram essas diretrizes (por exemplo, o Conselho Nacional de Saúde e Pesquisa Médica da Austrália). Esses grupos profissionais concluem unanimemente, com base nas evidências científicas, que o metilfenidato é seguro, eficaz e deve ser considerado tratamento de primeira linha para o TDAH.
A probabilidade de desenvolver insônia em pacientes com TDAH que usam estimulantes tem sido estimada entre 11% e 45%, dependendo do medicamento, podendo ser um motivo principal para a interrupção do tratamento. Outros efeitos colaterais, como tics, diminuição do apetite e perda de peso, ou labilidade emocional, também podem levar à descontinuação. Psicose induzida por estimulantes e mania são raras nas doses terapêuticas, ocorrendo em aproximadamente 0,1% dos indivíduos, nas primeiras semanas após o início da terapia com anfetaminas.
Estimulantes podem aumentar a pressão arterial e a frequência cardíaca. Em geral, não há um risco aumentado de problemas cardiovasculares graves em crianças e adolescentes tratados com estimulantes, mesmo em longo prazo, mas recomenda-se cautela em pessoas com histórico de problemas cardíacos ou pressão alta.
Alguns pacientes podem desenvolver tolerância à medicação ao longo do tempo, diminuindo a eficácia, o que pode requerer ajuste da dose ou mudança de tratamento.

#### Não estimulantes
Dois medicamentos não estimulantes, atomoxetina e viloxazina, são aprovados pela FDA e em outros países para o tratamento do TDAH.
A atomoxetina, devido à sua ausência de potencial para dependência, pode ser preferida em pessoas com risco de uso recreativo ou compulsivo de estimulantes, embora não haja evidências suficientes que sustentem seu uso em vez dos estimulantes por esse motivo.:13 A atomoxetina alivia os sintomas do TDAH por meio do bloqueio da recaptação de noradrenalina e pelo aumento indireto da dopamina no córtex pré-frontal, compartilhando 70–80% das regiões cerebrais afetadas pelos estimulantes em seus efeitos. Foi demonstrado que a atomoxetina melhora significativamente o desempenho acadêmico. Meta-análises e revisão sistemáticas encontraram que a atomoxetina tem eficácia comparável, tolerabilidade igual e taxa de resposta (75%) semelhante ao metilfenidato em crianças e adolescentes. Em adultos, a eficácia e as taxas de descontinuação são equivalentes.
Análises de dados de ensaios clínicos sugerem que a viloxazina é aproximadamente tão eficaz quanto a atomoxetina e o metilfenidato, porém com menos efeitos colaterais.
Amantadina demonstrou induzir melhorias semelhantes em crianças tratadas com metilfenidato, com efeitos colaterais menos frequentes. Um estudo retrospectivo de 2021 mostrou que a amantadina pode servir como um adjuvante eficaz aos estimulantes para sintomas relacionados ao TDAH e parece ser uma alternativa mais segura aos antipsicóticos de segunda ou terceira geração.
O bupropiona também é utilizado off-label por alguns clínicos devido a evidências em pesquisas. É eficaz, embora modestamente menos do que a atomoxetina e o metilfenidato.
Há poucas evidências sobre os efeitos dos medicamentos no comportamento social. Antipsicóticos também podem ser usados para tratar agressividade no TDAH.

### Microdosagem com psilocibina
O estudo intitulado Microdosing with psychedelics to self-medicate for ADHD symptoms in adults, A prospective naturalistic study, publicado na revista Neuroscience Applied, investigou os efeitos da microdosagem (MD) com psilocibina como forma de automedicação para tratar sintomas de transtorno do déficit de atenção com hiperatividade (TDAH) em adultos. O TDAH em adultos, frequentemente subdiagnosticado e mal gerido, pode impactar gravemente a qualidade de vida. Embora os tratamentos farmacológicos de primeira linha, como metilfenidato e atomoxetina, sejam eficazes, muitos pacientes interrompem seu uso devido a efeitos colaterais adversos ou à ausência de resposta terapêutica. Diante desse cenário, tem-se observado um crescente interesse no uso de psicodélicos clássicos em doses baixas e repetidas, prática conhecida como microdosagem. Estudos retrospectivos anteriores indicavam que a MD poderia ser percebida como mais eficaz do que os tratamentos convencionais. Este estudo adotou um desenho prospectivo e naturalístico para avaliar, por meio de questionários validados e tarefas cognitivas, os efeitos da MD sobre os sintomas do TDAH, o bem-estar geral e a percepção do tempo.
Participaram 233 adultos com diagnóstico prévio ou sintomas clinicamente relevantes de TDAH, que tinham a intenção de iniciar a MD por iniciativa própria. As avaliações ocorreram em três momentos: antes da MD, e duas e quatro semanas depois. Os resultados mostraram uma redução significativa dos sintomas de TDAH e um aumento do bem-estar após duas semanas, com melhorias adicionais após quatro semanas. Essas melhorias não foram significativamente afetadas pelo uso simultâneo de medicação convencional nem pela presença de comorbidades psiquiátricas. No entanto, não se observou melhora na percepção do tempo, medida por meio de uma tarefa de reprodução temporal, embora os participantes que combinaram MD com medicação convencional tenham mostrado tendência a superestimar intervalos curtos. Cerca de 20% dos participantes não apresentaram resposta positiva à MD. Observou-se uma correlação negativa entre a redução dos sintomas de TDAH e o aumento do bem-estar. A maioria dos participantes utilizou psilocibina/psilocina, embora também tenham sido relatados o uso de LSD, ayahuasca e lisergamidas novas. Apesar de suas limitações metodológicas — incluindo a ausência de grupo controle, possível efeito placebo, autoseleção da amostra e elevada taxa de desistência —, o estudo sugere que a MD pode oferecer benefícios terapêuticos para adultos com TDAH, constituindo base para futuros ensaios clínicos controlados com placebo e desenhos experimentais mais rigorosos.

## Comorbidades

### Comorbidades psiquiátricas
Em crianças, o TDAH ocorre com outros transtornos em cerca de dois terços dos casos. Outras condições do neurodesenvolvimento são comorbidades comuns. Transtorno do espectro autista (TEA), que ocorre em 21% dos casos com TDAH, afeta as habilidades sociais, a capacidade de comunicação, o comportamento e os interesses. Verificou-se que deficiências de aprendizagem ocorrem em cerca de 20–30% das crianças com TDAH. Tais deficiências podem incluir transtornos do desenvolvimento da fala e da linguagem, bem como transtornos das habilidades acadêmicas. O TDAH, contudo, não é considerado uma deficiência de aprendizagem, embora frequentemente cause dificuldades acadêmicas. Também são comuns deficiências intelectuais(p75) e síndrome de Tourette. O TDAH é frequentemente acompanhado de transtornos disruptivos, de controle de impulsos e de conduta. O transtorno negativista desafiador (TND) ocorre em cerca de 25% das crianças com apresentação desatenta e em 50% das que apresentam a forma combinada.(p75) É caracterizado por humor irritadiço ou colérico, comportamento argumentativo ou desafiador e vindicatividade inadequados para a idade. O transtorno de conduta (TC) é outro transtorno comórbido comum em adolescentes com TDAH, ocorrendo em 25% dos indivíduos com apresentação combinada.(p75) Caracteriza-se pela agressividade, destruição de propriedade, desonestidade, furtos e violação de regras. Adolescentes com TDAH que também apresentam TC têm maior probabilidade de desenvolver transtorno de personalidade antissocial na idade adulta. Imagens cerebrais indicam que o TC e o TDAH são condições distintas: o transtorno de conduta demonstra redução do tamanho do lobo temporal e do sistema límbico, bem como aumento do córtex orbitofrontal, enquanto o TDAH mostra redução das conexões no cerebelo e no córtex pré-frontal de forma mais ampla. O TC envolve maior comprometimento no controle da motivação que o TDAH. O transtorno explosivo intermitente é caracterizado por explosões súbitas e desproporcionais de raiva, ocorrendo com mais frequência em indivíduos com TDAH do que na população geral. Transtornos de ansiedade e do humor são comorbidades frequentes; observou-se que transtornos de ansiedade ocorrem com mais frequência na população com TDAH, assim como transtornos do humor (especialmente transtorno bipolar e transtorno depressivo maior). Meninos diagnosticados com a forma combinada de TDAH têm maior propensão a apresentar um transtorno do humor. Adultos e crianças com TDAH às vezes apresentam transtorno bipolar, o que exige avaliação cuidadosa para diagnosticar e tratar ambas as condições. Transtornos do sono e TDAH frequentemente coexistem, podendo também ocorrer como efeito colateral de medicamentos usados para tratá-lo. Em crianças com TDAH, a insônia é o transtorno do sono mais comum, com a terapia comportamental sendo o tratamento preferido. Problemas para iniciar o sono são comuns, embora esses indivíduos geralmente durmam profundamente e tenham dificuldade significativa para se levantar pela manhã. A melatonina é, às vezes, utilizada em crianças com insônia de início de sono. A síndrome das pernas inquietas é mais comum em indivíduos com TDAH e muitas vezes se deve à anemia por deficiência de ferro. Entretanto, as pernas inquietas podem ser simplesmente parte do TDAH, exigindo avaliação cuidadosa para diferenciá-las. O transtorno de fase do sono atrasada também é uma comorbidade comum. Indivíduos com TDAH apresentam risco aumentado de transtorno por uso de substâncias.:9 Isso é mais comumente observado com álcool ou cannabis.:9 A causa pode ser uma alteração na via de recompensa no cérebro, automedicação e aumento dos fatores de risco psicossociais, o que dificulta a avaliação e o tratamento do TDAH, sendo que os problemas graves de uso de substâncias geralmente são tratados primeiro devido aos riscos maiores. Outras condições psiquiátricas incluem o transtorno de apego reativo, caracterizado por uma severa incapacidade de se relacionar socialmente de forma adequada, e a síndrome de desengajamento cognitivo, um transtorno de atenção distinto que ocorre como comorbidade em 30–50% dos casos de TDAH, independentemente da apresentação; alguns casos diagnosticados com TDAH-PIP foram constatados ter, em vez disso, a síndrome de desengajamento cognitivo. Indivíduos com TDAH têm três vezes mais probabilidade de serem diagnosticados com um transtorno alimentar do que aqueles sem TDAH; inversamente, pessoas com transtornos alimentares têm duas vezes mais chance de apresentar TDAH.

### Trauma
O TDAH, o trauma e as experiências adversas na infância também são comórbidos, o que pode, em parte, ser explicado pela similaridade na apresentação entre diferentes diagnósticos. Os sintomas do TDAH e do TEPT podem se sobrepor significativamente – em particular, inquietação motora, dificuldade de concentração, distração, irritabilidade/raiva, constrição ou desregulação emocional, controle deficiente de impulsos e esquecimento são comuns em ambos. Isso pode levar a que transtornos relacionados ao trauma ou o TDAH sejam equivocadamente identificados um como o outro. Além disso, eventos traumáticos na infância são fatores de risco para o TDAH; que podem levar a alterações estruturais no cérebro e ao desenvolvimento de comportamentos típicos do TDAH. Por fim, as consequências comportamentais dos sintomas do TDAH aumentam a probabilidade de o indivíduo vivenciar trauma (e, portanto, o TDAH pode resultar num diagnóstico concreto de transtorno relacionado ao trauma).

### Não psiquiátricas
Algumas condições não psiquiátricas também são comorbidades do TDAH. Isso inclui a epilepsia, condição neurológica caracterizada por convulsões recorrentes. Estão bem estabelecidas as associações entre o TDAH e a obesidade, asma e transtornos do sono, além de uma associação com a doença celíaca. Crianças com TDAH apresentam risco maior de enxaqueca, porém não apresentam risco aumentado para cefaleia tensional. Também podem ocorrer dores de cabeça como efeito da medicação. Uma revisão de 2021 relatou que diversos distúrbios neurometabólicos, causados por erros inatos do metabolismo, convergem em mecanismos neuroquímicos comuns que interferem com processos biológicos centrais na fisiopatologia e tratamento do TDAH, ressaltando a importância de colaboração estreita entre os serviços de saúde para evitar sobreposição clínica. Em junho de 2021, Neuroscience & Biobehavioral Reviews publicou uma revisão sistemática de 82 estudos que confirmaram ou sugeriram maior propensão a acidentes em pacientes com TDAH, indicando que o tipo de acidente ou lesão e o risco global variam ao longo da vida desses pacientes. Em janeiro de 2014, Accident Analysis & Prevention publicou uma meta-análise de 16 estudos que examinaram o risco relativo de colisões de trânsito para motoristas com TDAH, encontrando estimativas de risco relativo de 1,36 sem controle de exposição, 1,29 controlando o viés de publicação, 1,23 com controle de exposição e 1,86 para motoristas com TDAH que apresentam transtorno negativista desafiador ou transtorno de conduta como comorbidades.

### Risco de suicídio
Revisões sistemáticas de 2017 e 2020 encontraram evidências robustas de que o TDAH está associado a um aumento do risco de suicídio em todas as faixas etárias, além de indicar que um diagnóstico de TDAH na infância ou adolescência representa um fator de risco significativo para suicídio no futuro. As causas potenciais incluem a associação do TDAH com comprometimento funcional, resultados sociais, educacionais e ocupacionais negativos e dificuldades financeiras. Uma meta-análise de 2019 indicou associação significativa entre o TDAH e comportamentos do espectro suicida (tentativas, ideação, planos e suicídios consumados); a prevalência de tentativas de suicídio em indivíduos com TDAH foi de 18,9%, comparada a 9,3% em indivíduos sem TDAH, com achados replicados entre os estudos que ajustaram para outras variáveis. Contudo, a relação entre TDAH e comportamentos suicidas permanece pouco clara devido a resultados variados em estudos individuais e ao impacto dos transtornos psiquiátricos comórbidos. Não há dados claros sobre se existe uma relação direta entre o TDAH e a suicidabilidade ou se o TDAH aumenta o risco de suicídio por meio de comorbidades.

## Diferença entre TDAH e Autismo[272]
Embora o Transtorno do Déficit de Atenção e Hiperatividade (TDAH) e o Transtorno do Espectro Autista (TEA) compartilhem algumas características, como dificuldades na regulação da atenção e no controle de impulsos, são condições distintas com causas, manifestações e abordagens terapêuticas diferentes.
1. TDAH é caracterizado principalmente por três sintomas principais: desatenção, hiperatividade e impulsividade. Os indivíduos com TDAH podem ter dificuldades em manter a atenção em tarefas, serem excessivamente ativos e agirem impulsivamente sem pensar nas consequências. O TDAH geralmente se manifesta em contextos como a escola ou no trabalho, afetando o desempenho e a organização de tarefas diárias.
2. Autismo, por outro lado, é um transtorno do desenvolvimento neurológico que afeta a interação social, a comunicação e os comportamentos. As pessoas com autismo podem ter dificuldades em entender e responder às interações sociais e podem demonstrar comportamentos repetitivos ou interesses restritos. A intensidade dos sintomas varia amplamente, e o autismo pode ser acompanhado de atrasos no desenvolvimento da linguagem ou habilidades motoras.

Embora haja sobreposição em algumas manifestações, como dificuldade de atenção e comportamento impulsivo, a principal diferença está no núcleo dos transtornos. O TDAH afeta a regulação da atenção e a atividade motora, enquanto o autismo está mais relacionado com as dificuldades de interação social e a presença de comportamentos repetitivos ou interesses restritos. Além disso, o tratamento de cada condição tende a ser adaptado de acordo com as necessidades específicas de cada indivíduo, com intervenções que podem incluir terapia comportamental, medicamentos ou apoio educacional.

## Controvérsias
O TDAH — seu conceito, seu diagnóstico e seu tratamento — tem sido objeto de crítica e controvérsias desde os anos 1970. As controvérsias envolvem médicos, professores, formuladores de políticas públicas, pais e a mídia. As opiniões sobre o TDAH vão desde a descrença na sua existência até a crença de que a síndrome realmente exista e que possa ter uma base genética e fisiológica. Há também discordância quanto ao uso de medicação estimulante no tratamento.
Tal diagnóstico, contudo, tem sido realizado e descrito sem levar em conta as barreiras culturais e sociais que permeiam a regulação da atenção, além de desconsiderar o desenvolvimento do indivíduo e de suas funções psicológicas superiores (FPS), em sua totalidade (Caliman, 2008). Aquilo que, até a última década do século XX, era, salvo raras exceções, considerado como uma desordem passageira e infantil, agora é classificado como Transtorno do Déficit de Atenção e Hiperatividade (TDAH), transtorno psiquiátrico que pode constituir-se em um rótulo por toda a vida (Caliman & Domitrovic, 2013).
Alguns consideram o TDAH como um "clássico exemplo de medicalização do comportamento desviante" — um modo de transformar um problema, que anteriormente não era considerado médico, em uma doença a ser tratada com fármacos, resultando em grandes lucros para a indústria farmacêutica e benefícios para os pesquisadores por ela financiados. Segundo esses críticos, crianças saudáveis estariam sendo patologizadas e inutilmente expostas a riscos tais como a drogadição e depressão, entre outros.
Essa ideia é reforçada principalmente no contexto escolar. Muitos professores se queixam de desatenção e indisciplina nos alunos do Ensino Fundamental e do Ensino médio e recorrem ao encaminhamento dessas crianças e adolescentes ao serviço médico. No entanto, o diagnóstico pouco leva em consideração as características culturais e sociais envolvidas em sintomas como autorregulação da atenção, os próprios marcos do desenvolvimento do indivíduo.
Há também controvérsias quanto à popularização do uso de drogas psicoativas, sobretudo no tratamento crianças  a partir dos 4 anos de idade. Alguns profissionais argumentam que o diagnóstico do TDAH seja baseado em avaliações subjetivas (entrevistas ou questionários) de pais e professores, que muitas vezes desejam apenas que seus filhos e alunos sejam mais dóceis[carece de fontes?]. Contudo, na prática o diagnóstico de TDAH em crianças e adolescentes costuma ser bem fundamentado, e muitas vezes conta com a aplicação de instrumentos de avaliação neuropsicológica — tais como variações do Continuous Performance Task (CPT), Go/No Go e Stop Task — que, embora não sejam elementos essenciais ao diagnóstico (uma vez que este permanece essencialmente clínico, ainda que baseado em critérios objetivos), ajudam a evidenciar anormalidades nas funções cognitivas e podem ser de grande ajuda aos profissionais.
As medicações mais comumente prescritas para o tratamento deste transtorno agem principalmente aumentando a disponibilidade de dopamina (um neurotransmissor responsável, entre outras funções, por regular a motivação e o prazer). Segundo os mais críticos, a medicação age por algumas horas, e quando o efeito passa, o usuário quer ter aquele prazer de volta. Haveria, portanto, o risco de dependência química. Com o uso da medicação, o indivíduo fica quimicamente contido e tem a sua atenção focada sobre uma coisa de cada vez. No caso de uma criança, como ela só consegue fazer uma coisa a cada vez, "não questiona nem desobedece"[carece de fontes?]. Para os críticos da medicamentação, é mais fácil lidar com um problema "médico" do que mudar o método de educação da criança. Entende-se, à luz da Teoria Histórico-Cultural, que a atenção é uma função psicológica decorrente do processo de desenvolvimento humano, assim, depende circunstancialmente da qualidade do processo educativo e do planejamento de tarefas específicas direcionadas a esse fim.
Nos Estados Unidos, pelo menos 9% das crianças em idade escolar foram diagnosticadas com TDAH, e foi estimado que 5.2% recebessem tratamento com medicamentos em 2016. Em um apelo para demonstrar que o TDAH seria uma questão cultural, e não um problema de saúde legítimo, foi reportado por diversos veículos que a porcentagem de crianças diagnosticadas e medicadas para este transtorno na França seria inferior a 0,5%; no entanto, tal fato é incorreto. A prevalência desta condição naquele país, em crianças entre 4 e 17 anos, era de 3.5% a 5.6% em 2010 .

## Legislação

### Brasil
A única lei federal direcionada a portadores de TDAH no Brasil é a lei nº 14.254/21, assinada por Jair Bolsonaro. Ela prevê o apoio para crianças e adolescentes diagnosticadas com TDAH nas redes públicas e privadas de ensino. Também há em tramitação o projeto de lei nº 2.630/21, do deputado Capitão Fábio Abreu (PL-PI).